# بخش مرکزی شهرستان چوار
بخش مرکزی یکی از بخش‌های شهرستان چوار در استان ایلام ایران است.این بخش به ارکوازی نیز معروف است.

## تقسیمات کشوری
- بخش مرکزی شهرستان چوار
  - دهستان ارکوازی
  - دهستان حاجی‌بختیار

شهر: چوار

## جمعیت
جمعیت بخش مرکزی شهرستان چوار براساس سرشماری عمومی نفوس و مسکن در سال ۱۳۹۵ برابر با ۹،۵۳۳ نفر بوده‌است.

## روستا های بخش ارکوازی
بخش مرکزی شهرستان چوار از ۵۰ روستا تشکیل شده‌است. 